# Kevin Ryan (Leichtathlet)
Kevin Ryan (Kevin Barry Ryan; * 22. Juli 1949 in Auckland) ist ein ehemaliger neuseeländischer Langstreckenläufer.
1974 wurde er bei den British Commonwealth Games in Christchurch Zwölfter über 10.000 m und schied über 5000 m im Vorlauf aus. Danach siegte er beim Rotorua-Marathon in 2:20:45 h und beim Hamilton-Marathon in 2:16:51 h.
Im Jahr darauf verbesserte er sich als Sieger bei den New Zealand Games auf 2:14:29 h und kam bei den Crosslauf-Weltmeisterschaften 1975 in Rabat auf den 72. Platz. Einem Sieg bei der Marathon-Meisterschaft von Victoria in 2:13:15 h folgte die Titelverteidigung in Hamilton.
Beim Marathon der Olympischen Spiele 1976 in Montreal erreichte er nicht das Ziel.
1978 wurde er mit seiner persönlichen Bestzeit von 2:11:44 h Sechster beim Boston-Marathon und Vierter beim Marathon der Commonwealth Games in Edmonton.
Im darauffolgenden Jahr belegte er bei den Crosslauf-WM in Limerick den 55. Platz. Beim Boston-Marathon wurde er Sechster, beim Montreal-Marathon Vierter und beim Fukuoka-Marathon Neunter.
1980 wurde er Neunter beim Boston-Marathon, und 1981 siegte er beim Toronto-Marathon und beim Wiri-Marathon. 1982 folgte einem zweiten Platz beim Auckland-Marathon ein fünfter beim Marathon der Commonwealth Games in Brisbane.
1983 wurde er Dritter in Auckland, kam beim New-York-City-Marathon auf den 14. Platz und siegte beim Honolulu-Marathon.
Viermal wurde er Neuseeländischer Meister im 15-km- bzw. 16-km-Straßenlauf (1973, 1974, 1977, 1979), zweimal über 10.000 m (1973, 1980) und einmal im Crosslauf (1974).

## Persönliche Bestleistungen
- 10.000 m: 28:50,4 min, 23. März 1973, Sydney
- Marathon: 2:11:44 h, 17. April 1978, Boston